# Bilibinskita
La bilibinskita és un mineral de la classe dels sulfurs. Rep el seu nom del geòleg rus Yurii Aleksandrovich Bilibin (1901-1952).

## Característiques
La bilibinskita és un sulfur de fórmula química PbCu₂Au₃Te₂. Cristal·litza en el sistema isomètric i sol trobar-se de manera massiva. La seva duresa a l'escala de Mohs és 4,5.
Segons la classificació de Nickel-Strunz, la bilibinskita pertany a «02.BA: sulfurs metàl·lics amb proporció M:S > 1:1 (principalment 2:1) amb coure, plata i/o or», juntament amb els minerals següents: calcocita, djurleïta, geerita, roxbyita, anilita, digenita, bornita, bellidoïta, berzelianita, athabascaïta, umangita, rickardita, weissita, acantita, mckinstryita, stromeyerita, jalpaïta, selenojalpaïta, eucairita, aguilarita, naumannita, cervel·leïta, hessita, chenguodaïta, henryita, stützita, argirodita, canfieldita, putzita, fischesserita, penzhinita, petrovskaïta, petzita, uytenbogaardtita, bezsmertnovita i bogdanovita.

## Formació i jaciments
Va ser descoberta l'any 1978 al dipòsit d'or d'Aginskoe, a l'óblast de Kamtxatka (Districte Federal de l'Extrem Orient, Rússia), en una zona d'erosió dels dipòsits de tel·luri. També se n'ha trobat a la mina Duolanasayi (Xinjiang, República Popular de la Xina) i als dipòsits d'or de Manka (Kazakhstan) i de Pionerskoye (Tuvà, Rússia). Sol trobar-se associada a altres minerals com: silvanita, krennerita, or natiu i bezsmertnovita.